# Eduard Bost
Eduard Bost (10. Februar 1813 in Kamenz – 1. Juni 1879 in Berlin) war ein deutscher Opernsänger (Bass), Theaterschauspieler und Komiker.

## Leben
Bost, ursprünglich Sattler, ging jedoch, durch seine schöne Stimme veranlasst, zur Bühne. Er debütierte auf einer Wanderbühne und zog mit derselben längere Zeit umher.
Auf diesen Wanderfahrten gelangte er auch nach Dresden, wo er am 1. Oktober 1832 am Hoftheater ein Engagement erhielt und bis 1840 verblieb. Danach ging er ans Hamburger Stadttheater (1840 bis 1849), wirkte in Leipzig (1849 bis 1850) und danach am Stadttheater Riga (1850 bis 1851).
Am 26. September 1851 wurde er zu einem Gastspiel an die königliche Oper geladen. Dort wurde ihm nach diesem umgehend ein Vertrag angeboten. Am 28. Oktober 1851 debütierte er dort. Er blieb bis zu seinem Tode in Berlin, allerdings zog er sich von der am 1. Oktober 1873 von der Bühne zurück, gastierte danach aber noch im Schauspiel. Er war vor allem als Komiker sehr geschätzt.
Verheiratet war er mit Marie Stephany.